# Semana Santa en Úbeda
La Semana Santa de Úbeda es una de las más populares de Andalucía. Está declarada Fiesta de Interés Turístico desde 1980 por el Ministerio de Comercio y Turismo del Gobierno de España y de Interés Turístico Nacional de Andalucía desde 1998 por la orden del 20 de mayo de 1997 de la Consejería de Turismo y Deporte de la Junta de Andalucía. Actualmente son 19 las cofradías y hermandades las que procesionan por la ciudad a lo largo de la Semana Santa, y todas se integran en la Unión de Cofradías de Semana Santa de Úbeda, siendo esta una de las instituciones más importantes de la ciudad. La Semana Santa de Úbeda tiene una particularidad diferenciadora, y es el respeto —salvo alguna excepción— al orden cronológico de la pasión, muerte y resurrección de Cristo. Miles de turistas visitan cada año Úbeda en estas fechas, por el atractivo marco monumental, religioso y costumbrista que se conforma, suponiendo así una de las temporadas con más visitas y pernoctaciones del año.

## Domingo de Ramos

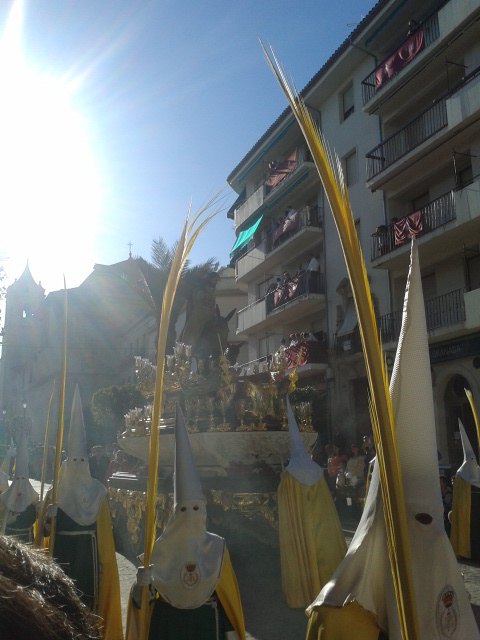
Borriquillo

### Real Cofradía de La Entrada de Jesús en Jerusalén y María Santísima del Amor
Fundada en 1925 y conocida popularmente como «Santo Borriquillo» o la «procesión de los niños». Inicia su estación de penitencia el Domingo de Ramos desde la iglesia de La Santísima Trinidad a partir de las 18:00, regresando al mismo templo sobre las 21:45.
La imagen titular —un grupo escultórico cuya imagen principal es Jesucristo saludando a la multitud montado en un pollino— es obra de Francisco Palma Burgos (1951). El trono es obra del mismo autor (1956).
La segunda imagen titular es de la Virgen María bajo la advocación de María Santísima del Amor. Fue realizada por José María Palma Burgos (1986). Procesiona en un trono de madera dorada del mismo autor y del artista local Ramón Cuadra Moreno (1989), con un palio de Orfebrería Villareal (1987).
El traje de estatutos consta de túnica en paño verde, capa de raso dorado, capirucho de raso blanco y cíngulo trenzado en blanco.

## Lunes Santo

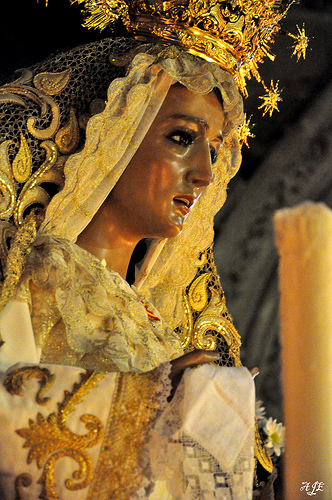
Virgen de Gracia

### Hermandad y Cofradía de Nazarenos de Nuestra Señora de Gracia
Fundada el 17 de agosto de 1983, es conocida popularmente como «La Virgen de Gracia». Comienza su recorrido procesional el Lunes Santo a las 21:15 horas desde la Basílica Menor de Santa María de los Reales Alcázares, regresando al mismo templo sobre las 02:00 de la madrugada del Martes Santo, tiñendo de azul y blanco las calles del casco antiguo ubetense.
La imagen titular es obra del imaginero ubetense Ramón Cuadra Moreno (1984). Procesiona esta imagen en un trono con palio, obra todo del orfebre Orovio de la Torre (2000). El primer trono fue de madera dorada, obra también de Ramón Cuadra Moreno. Es llevada a costal por 35 costaleros y fue la primera hermandad de Úbeda que utilizó esta forma de procesionar.
Los puntos de mayor interés son tanto la salida del templo y la entrada al mismo, así como la bajada de la cuesta de San Lorenzo hacia la «Puerta Graná». Antiguamente a la llegada de «Nuestra Señora de Gracia» al barrio de San Lorenzo, los vecinos de este barrio ubetense, la recibían con una calle engalanada por una bella alfombra hecha de sal pintada de colores con diferentes motivos. El cortejo lo encabeza la cruz de guía y a continuación va una banda de tambores acompañada de instrumentos de viento metal y la popular lira, lo que conforma la tradicional Orquestina. Detrás del paso de palio, va una banda de música a la que la Hermandad le da nombre.
El hábito penitencial está compuesto por una túnica en paño azul, capirucho de raso blanco, fajín en raso blanco también en el que va bordado el escudo de la Hermandad y zapatillas blancas sin cordones con la suela de esparto. Los hermanos que van en la fila portan un farol en la mano cogido de un asa.

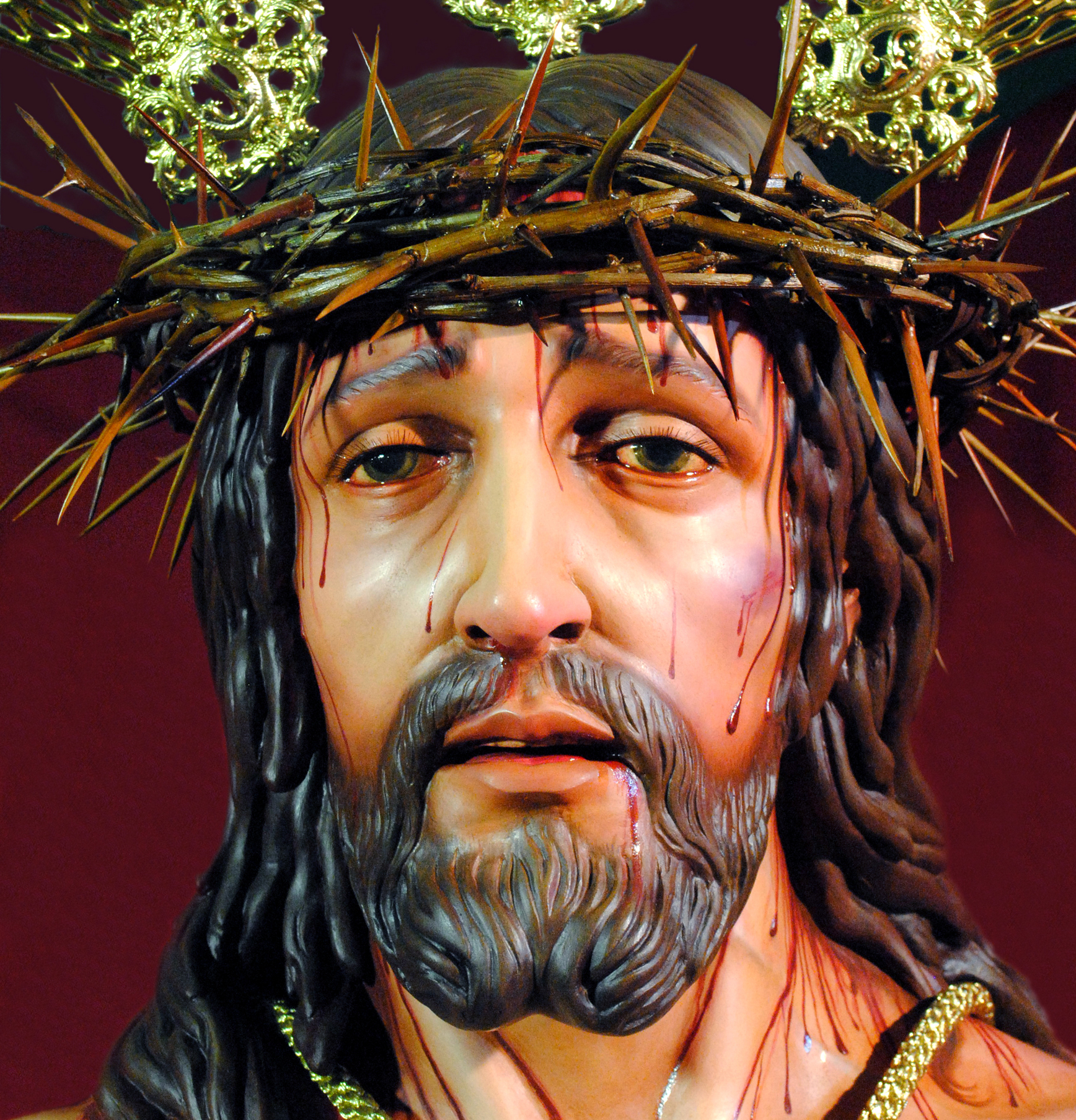
Cristo de la Pasión

### Hermandad de Costaleros del Santísimo Cristo de la Pasión
Hermandad fundada en 1984 con el objetivo de ayudar al resto de las hermandades de Úbeda a encontrar costaleros para portar sus pasos y tronos.
El núcleo originario estaba compuesto por un grupo de jóvenes de diversas hermandades y cofradías ubetenses que, por amor a su Semana Santa y de manera totalmente desinteresada, decidieron acabar con el problema que suponía para las economías de la cofradía tener que pagar costaleros asalariados. La imagen tradicional, obra del artista y alfarero local Paco Tito, ha venido realizando un viacrucis en el Convento de Santa Clara a las 22:30.
A partir del año 2010, y con motivo del 25 aniversario de su fundación, procesiona por las calles del barrio de Santo Domingo la nueva imagen del Cristo de la Pasión —también obra de Paco Tito—, saliendo del Real Monasterio de Santa Clara a las 22:30 y regresando al mismo templo sobre las 00:30; estrenando también su hábito penitencial, el cual consta de túnica en paño negro, caperuz en terciopelo morado sobre los hombros, con la cara semidescubierta, fajín blanco con el escudo de la hermandad, portan tulipa de cerámica. Actualmente en 2015 se ha estrenado una nueva imagen realizada por las hermanas Moreno. Dicha imagen tiene unas mayores dimensiones que la anterior escultura.

## Martes Santo

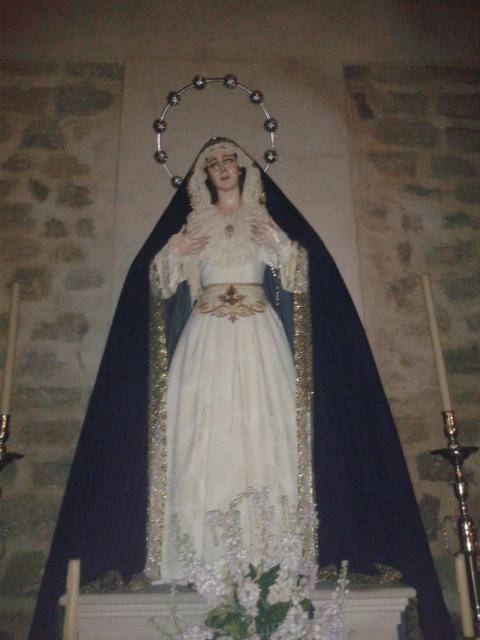
Lágrimas

### Hermandad y Cofradía de Nazarenos de Nuestra Madre y Señora de las Lágrimas y San Nicolás de Bari
Es cofradía desde el 18 de enero de 2012 y procesiona el Martes Santo desde el templo de la Santísima Trinidad. Los nazarenos visten túnica de cola en color azul marino, con bocamangas granates, capirucho de igual color, y faja de esparto.
La imagen de su titular ha sido realizada por el imaginero cordobés Alfonso Castellano Tamarit, siendo bendecida el día 19 de mayo de 2012. Esta cofradía rinde culto a San Nicolás de Bari, y está caracterizada por su dedicación a la juventud de la ciudad, motivo de su fundación, con el famoso «Veranillo de San Nicolás» y su campamento. En el itinerario de la hermandad, se incluye pasar por la casa de «Jesús Nazareno» donde en la puerta le dedican a la virgen las lamentaciones del Viernes Santo.

### Cofradía Penitencial del Cristo de la Noche Oscura
Se trata de un viacrucis que procesiona por las calles de Úbeda en un silencio únicamente interrumpido por el sonido del báculo, que guía a los portadores del paso. Aunque se venera en la iglesia de María Auxiliadora, en la cual hace habitualmente su entrada, cada año efectúa su salida de un templo distinto, sobre las 22:00. Palma Burgos es el autor de la imagen, un cristo crucificado (1966). El trono es obra de Antonio Espadas Carrasco, Manuel Díaz Rodríguez y José López Vargas. La cofradía fue fundada en 1966. Visten túnica y capucha en paño marrón carmelitano, cíngulo blanco, escapulario blanco con un cruz potenzada negra en el centro.

## Miércoles Santo

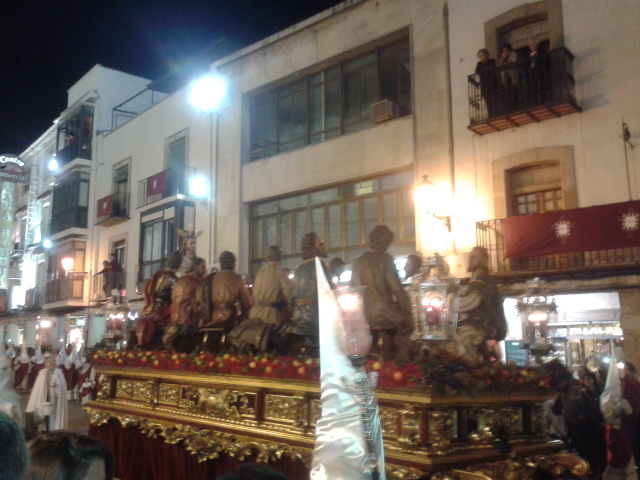
Santa Cena

### Cofradía Eucarística de la Santa Cena y María Santísima de la Concepción, Hermandad Sacramental
La «Santa Cena» fue fundada en 1954. Consta de un solo paso constituido por la imagen del Cristo en pie y las de los doce Apóstoles —obras de Amadeo Ruiz Olmos entre 1954 y 1958— sentados a ambos lados de una larga mesa, dispuestos en un trono llevado a ruedas —obra de Ramón Cuadra (1963)—, policromadas por Marcelo Góngora Ramos. Iglesia de San Nicolás de Bari es su templo, de donde sale el Miércoles Santo a las 21:00 y al cual regresa sobre las 00:00.
Se dice que el traje que visten los cofrades es uno de los más originales de la Semana Santa española, y consta de túnica en paño color hueso con bocamangas en raso burdeos, cíngulo trenzado en color dorado, manto en raso burdeos colocado estilo hebreo, y capirucho en raso blanco con el escudo de la Hermandad. Desde hace unos años los hermanos portan varal con una tulipa. En 2015 se presentó el proyecto para realizar la titular de dicha cofradía —María Santísima de la Concepción—.

### Cofradía Sacramental y Hermandad Salesiana de Nuestro Señor Jesucristo en su Prendimiento, María Santísima del Auxilio, San Juan Evangelista y San Juan Bosco
«El Prendimiento» fue fundada en 2001, su templo es María Auxiliadora —en el Colegio Salesiano—, de donde sale a las 22:00 y al cual regresa sobre las 03:00. En su recorrido realiza una estación de penitencia habitualmente frente al Convento de las Carmelitas Descalzas; sin embargo, en 2010 la realiza en la iglesia de San Nicolás de Bari, ante la cofradía de «la Santa Cena»; ya en 2011 la realizaba en la iglesia parroquial de San Isidoro, ante las cofradías de «la Columna», «las Angustias» y «Descendimiento de Cristo». La imagen del Cristo es obra de Bernardo Foronda Lozano. Jaime Babio Núñez, Gerardo Ruiz del Moral y Jesús Cepeda son autores de las imágenes secundarias y Franciso Javier Pineda García lo es del trono, que es portado a costal. María Santísima del Auxilio es obra de Luis Álvarez Duarte, aunque hoy en día todavía la Virgen no procesiona por las calles de Úbeda. Visten túnica y capa verde, capirucho blanco con escapulario verde con el escudo de la cofradía y fajín de esparto.
Tras varios años de inclemencias meteorológicas, en 2009 por fin se pudo disfrutar de un Miércoles Santo agradable y tanto «la Santa Cena» como «el Prendimiento» pudieron procesionar por las calles de Úbeda con normalidad sin ninguna amenaza de lluvia. Es en este año cuando las dos cofradías celebran un encuentro en la Corredera de San Fernando, a la altura del Mercado de Abastos, donde los tronos se situaron frente a frente, ambas bandas se regalaron toques y hubo un intercambio de ramos de flores en señal de hermandad. Tras el encuentro, al que acudió bastante público, la primera cofradía continuó su camino de regreso a su templo y «el Prendimiento» se encaminó a su estación de penitencia en «las Descalzas».

## Jueves Santo

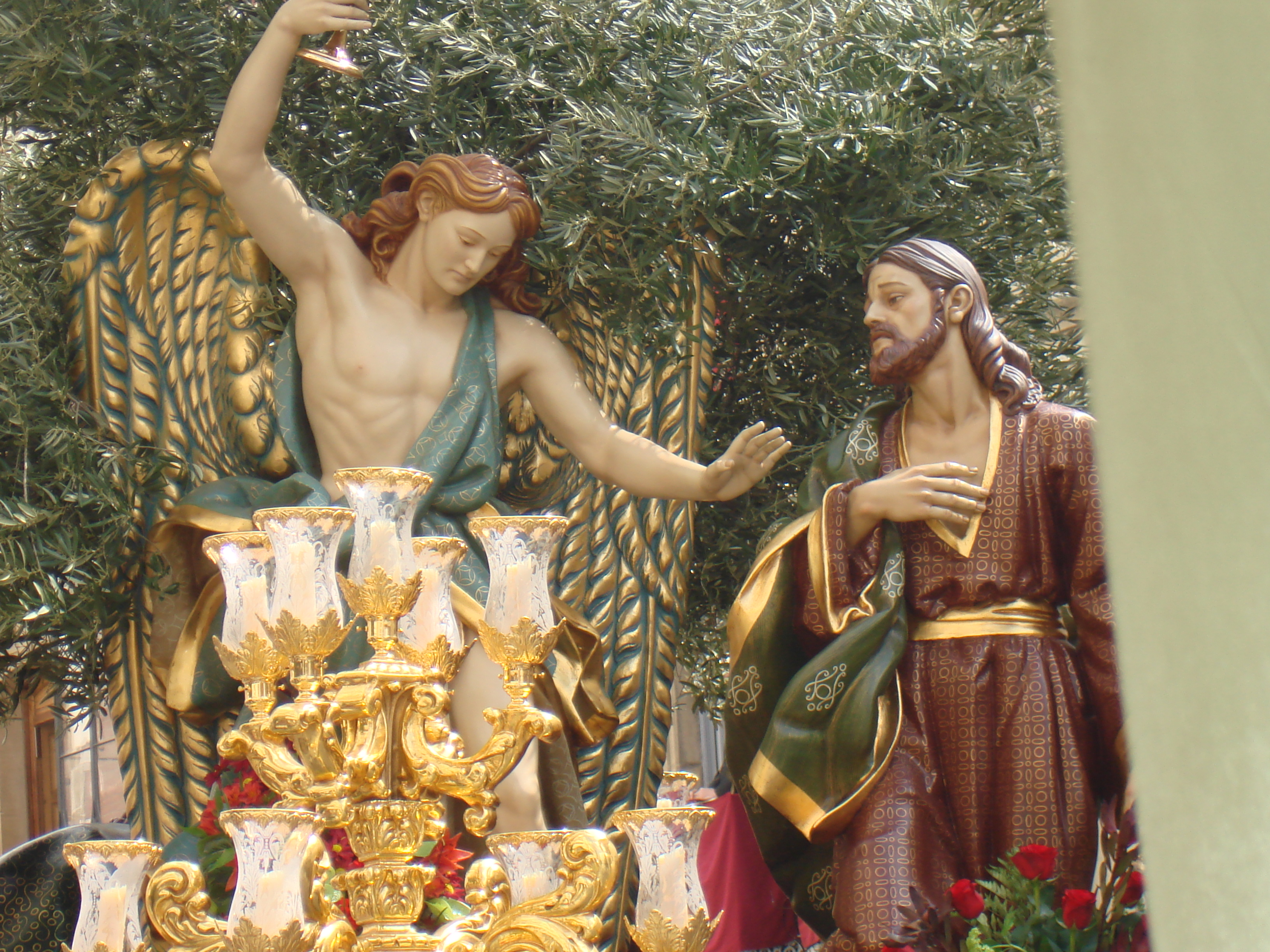
Oración en el Huerto

### Cofradía de Nuestro Señor de la Oración en el Huerto y Nuestra Señora de la Esperanza
Esta cofradía es la primera que hace su procesión el Jueves Santo, por la mañana. Fue fundada en 1943. En los últimos años esta cofradía ha comenzado su recorrido saliendo de iglesia de San Pablo, pero en 2010 lo hace de la basílica menor de Santa María de los Reales Alcázares a las 11:30. Regresa al mismo templo sobre las 15:30, siendo así también la primera cofradía que hace su entrada en Santa María de los Reales Alcázares a la espera de la Procesión General del Viernes Santo. Mucha gente la llama «la hermandad de la transición» porque es a partir de la cofradía de «la Oración en el Huerto» cuando va una hermandad detrás de otra hasta el Viernes Santo por la noche, cuando Cristo muere en el sepulcro.
La cofradía fue fundada por personal sanitario del antiguo Hospital de Santiago, desde donde comenzó a salir de la antigua capilla —hoy en día auditorio— en 1943; también ha salido del Salvador y San Pablo. Las imágenes son obra de Federico Coullaut-Valera y los tronos de Alfredo Lerga Victoria. Muestra a Jesucristo arrodillado orando junto a un olivo y un ángel le ofrece el cáliz; y detrás del olivo, los discípulos San Pedro, San Juan y Santiago que están dormidos y a una dolorosa bajo palio —que en la actualidad está siendo renovado por otro, cambiando totalmente su estructura, así como las varas del mismo— bajo la advocación de Nuestra Señora de la Esperanza —llevados ambos a ruedas—. La marcha del Cristo son La Oración en el Huerto y la de la Virgen La Esperanza. El traje de estatutos consta de túnica en piqué blanco, capa de sarga blanca con becas exteriores verdes, capirucho, bocamangas de la túnica y fajín en raso verde. La iglesia donde se encuentran las imágenes para es la de San Pablo. El jueves antes del Domingo de Ramos, ambos pasos son trasladados desde la iglesia de San Pablo hasta la iglesia de Santa María de los Reales Alcázares, acompañando a las imágenes van muchos cofrades y devotos.

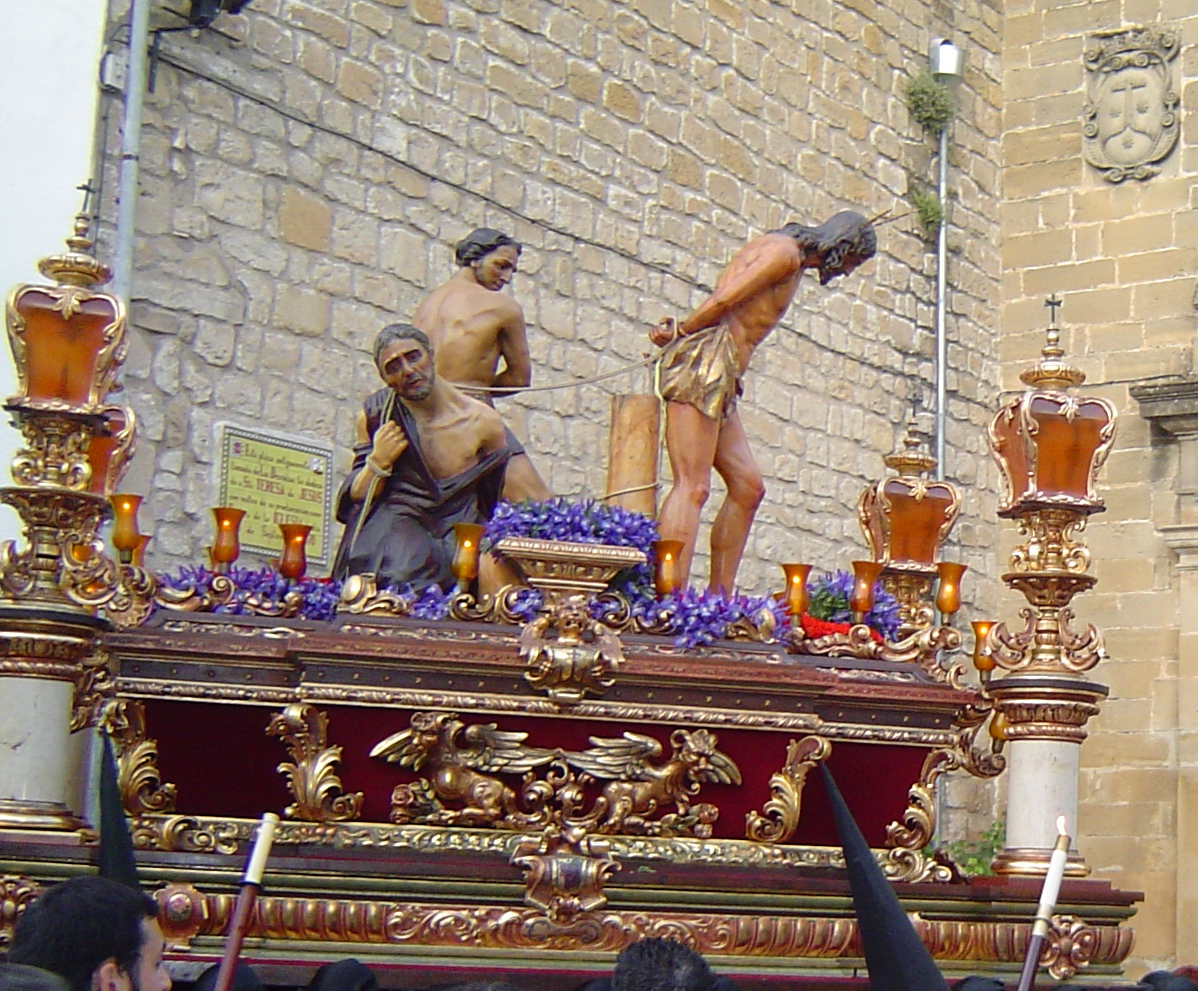
LaColumna

### Cofradía Sacramental de Nuestro Señor en la Columna y María Santísima de la Caridad
Establecen su salida a las 17:30 del templo de San Isidoro y termina su recorrido sobre las 21:00 en Santa María. La cofradía de «la Columna» se fundó en 1925 y cuyas imágenes y tronos son obra de Francisco Palma Burgos —este Cristo fue su primera obra para Úbeda—.
El primer paso muestra a Jesucristo atado a una columna. La Virgen de la Caridad es una dolorosa bajo palio granate. Su cruz de guía es la más antigua que procesiona en Úbeda. Los cambios introducidos en los últimos años en la cofradía han resultado ser todo un éxito: portadores para llevar al trono del Cristo y la introducción de una nueva banda. El hábito penitencial es túnica en paño negro con bocamangas en raso cardenal con puntilla blanca, capirucho en raso negro, capa en raso cardenal, y cíngulo trenzado en negro y cardenal. Es una de las cofradías que incorporan mujeres en mantilla de la Semana Santa ubetense. 

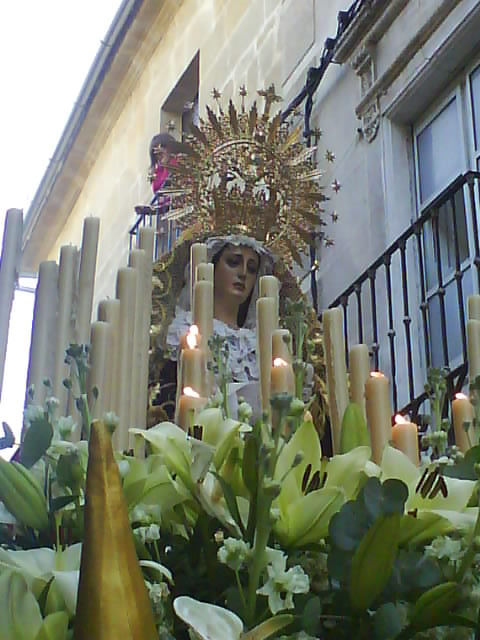
Virgen de la Fe (Humildad)

### Real Cofradía del Santísimo Cristo de la Humildad y Nuestra Señora de la Fe
«La Humildad», fundada el Jueves Santo de 1913, es muy popular ya que su banda de tambores y trompetas está considerada como una de las bandas de soldados romanos más espectaculares de España.
Reside canónicamente en la iglesia de San Pablo y es donde reciben culto sus titulares. Desde allí, el Jueves Santo sobre las 18:00 inicia su procesión, para regresar sobre las 21:30. Las Sagradas Imágenes del Cristo (1954) y de la Virgen (1943) son obra de Amadeo Ruiz Olmos, el trono del Cristo (1951) es obra de Francisco Palma Burgos y el de la Virgen es de Paula Orfebres de Lucena y los bordados de Perales (2015). Aunque el Cristo es llevado «a ruedas», la Virgen de la Fe es portada por costaleros. El hábito penitencial está formado por túnica en paño de color granate con bocamangas y botonadura en raso de color amarillo, capa en raso granate con becas de color amarillo, y capirucho en raso color amarillo y cíngulo del mismo color. También procesionan un nutrido grupo de mujeres ataviadas con la clásica mantilla negra española. Hace unos años se producía un encuentro entre las hermandades de «la Columna» y «la Humildad», pero debido a un cambio de itinerario de la hermandad de la columna, este encuentro ya no se produce.

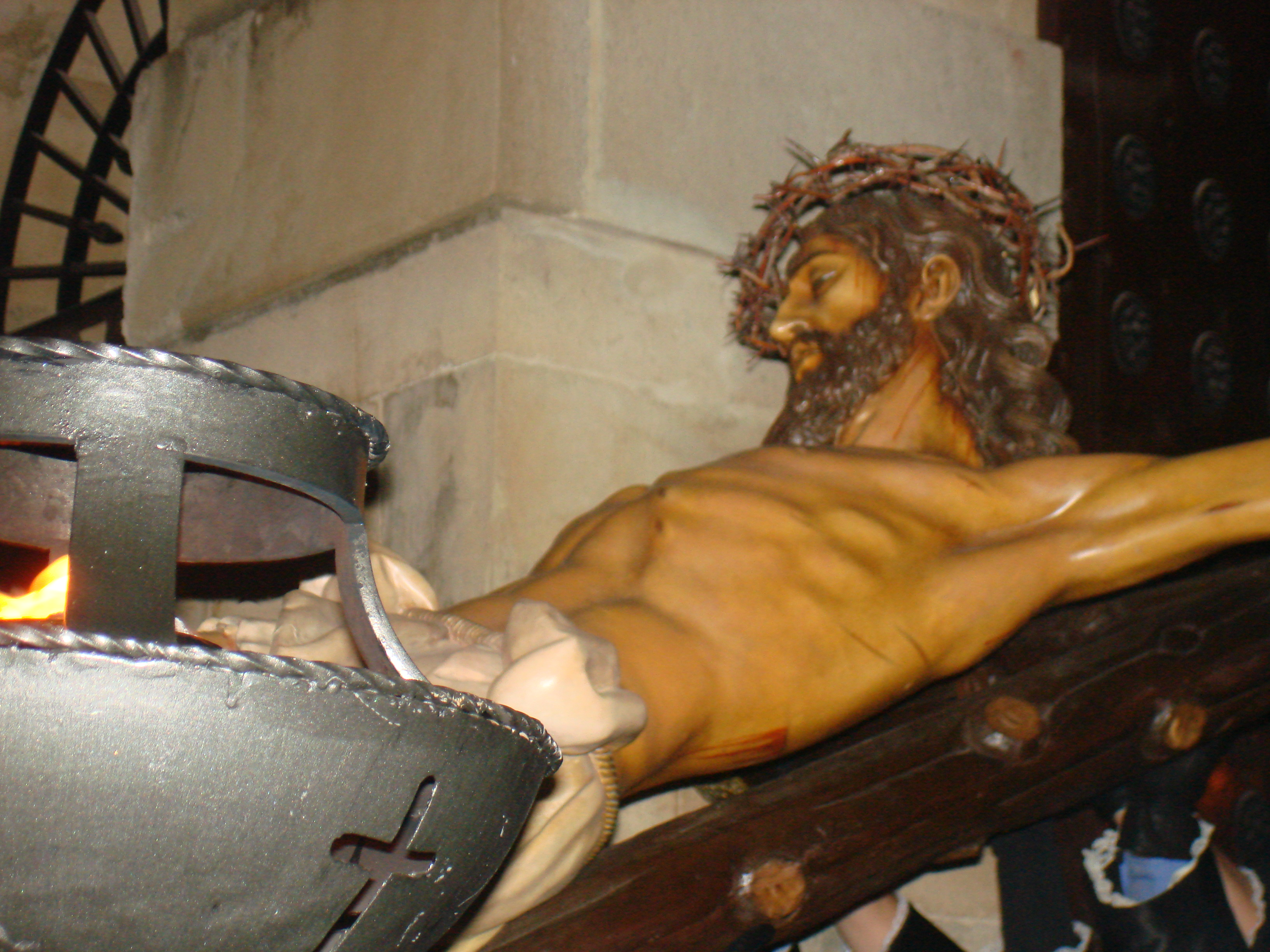
Cristo de la Buena Muerte

### Cofradía del Cristo de la Buena Muerte
«La Buena Muerte» fue fundada en 1980 y es una cofradía de silencio. Su templo es la iglesia de San Miguel. Realiza su recorrido desde las 22:00 y las 00:30, con un paso intermedio entrando el Cristo hasta el altar mayor de la iglesia del convento de la Inmaculada Concepción —Convento de las Madres Carmelitas Descalzas—.
La imagen es del autor valenciano Enrique Pariente Sanchís y es la única en la Semana Santa ubetense que procesiona sin trono, pues son los hermanos quienes portan la imagen de este Cristo muerto en la cruz. Aunque a veces se ve un poco deslucida en detrimento de la llegada al templo de «la Humildad» y la salida de «la Sentencia», la solemne procesión del Cristo de la Buena Muerte es muy esperada por muchos por sus rasgos característicos, como la acogedora salida del templo, el ronco toque de su banda y la elegancia de los trajes negros de sus penitentes, que visten túnica en paño negro, capirucho en raso negro y cíngulo blanco.

### Hermandad Franciscana y Cofradía de Nazarenos de Nuestro Señor en su Sentencia y María Santísima de las Penas
«La Sentencia», cofradía fundada el 10 de abril de 1990, en el seno de la asociación juvenil BARLOMU. Consta de dos pasos, el paso de misterio que representa el momento en que Jesús es sentenciado —obra de José Antonio Navarro Arteaga (1998)—, el resto de tallas son del mismo autor en entre 2002 y 2004. El trono es de Guzmán Bejarano y Guzmán Fernández (2000-2006), dorado por Cecilio Reyes (2007-2010) y cartelas de Antonio Espadas Carrasco (2006-2007). La Virgen, María Santísima de las Penas es obra de Francisco Romero Zafra (2005), trono de Juan Borrero —Orfebrería Triana— (2012), candelería de Juan Fernández (2006) y caídas y techo de palio de Antonio Villar (2012). Iba a procesionar por primera vez en la Semana Santa de 2012, pero la lluvia impidió su primera salida procesional. Su procesión comienza a las 23:00 horas desde la iglesia parroquial de Santa Teresa —Barrio de San Pedro—, finalizando a las 06:00 horas del Viernes Santo. Realiza estación de penitencia en el Real Convento de Santa Clara a las 2:30. El hábito penitencial está compuesto de túnica y capa negra, capirucho en terciopelo burdeos y cíngulo negro y burdeos.

## Viernes Santo

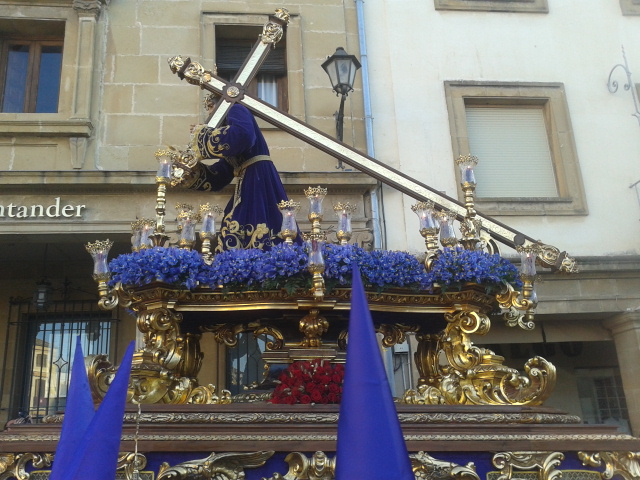
Nazarno ubeda

### Muy Antigua e Ilustre Cofradía de Nuestro Padre Jesús Nazareno «Llamado de las Aguas» Santísima Virgen de los Dolores, San Juan y la Verónica
Popularmente conocida como «Jesús» o «el Nazareno». Es una de las cofradías ubetenses más antiguas, fue fundada en 1577 y a las que se le tienen más devoción, ya que se le pedía a Jesús Nazareno por la cosecha. Sale el Viernes Santo de la basílica de Santa María de los Reales Alcázares a las 07:00 por la puerta de la Consolada con los sones del Miserere —del maestro Victoriano García— el Jesús, misterio en el cual Jesucristo porta la Cruz —obra de Jacinto Higueras— (1941) y trono de Francisco Palma Burgos (1949), tras él, la Virgen de los Dolores —obra de Francisco Palma Burgos realizada en 1959 sobre trono de alpaca plateada de Orfebrería Villarreal (1989)—, actualmente no lleva palio —aunque se está trabajando para que pronto procesione bajo palio—. Es portada a costal por hermanos de la cofradía. Y por último el paso de misterio de San Juan y la Verónica sobre trono de Cuadra Moreno (1975).
La cofradía recorre el centro de Úbeda acompañada de muchos fieles y devotos y de todos sus cofrades, teniendo uno de los guiones más extensos de toda la Semana Santa ubetense. Esta cofradía inspira antigüedad por muchas cosas, en el año 2014 Jesús es llevado a costal por los hermanos y devotos de la cofradía, entre ellas que no tiene tambores, solo trompeteros. El hábito procesional consta de túnica en paño morado, capirucho y peto con escudo de la cofradía en raso morado, y cíngulo trenzado en color dorado, portan varales de tres tulipas.

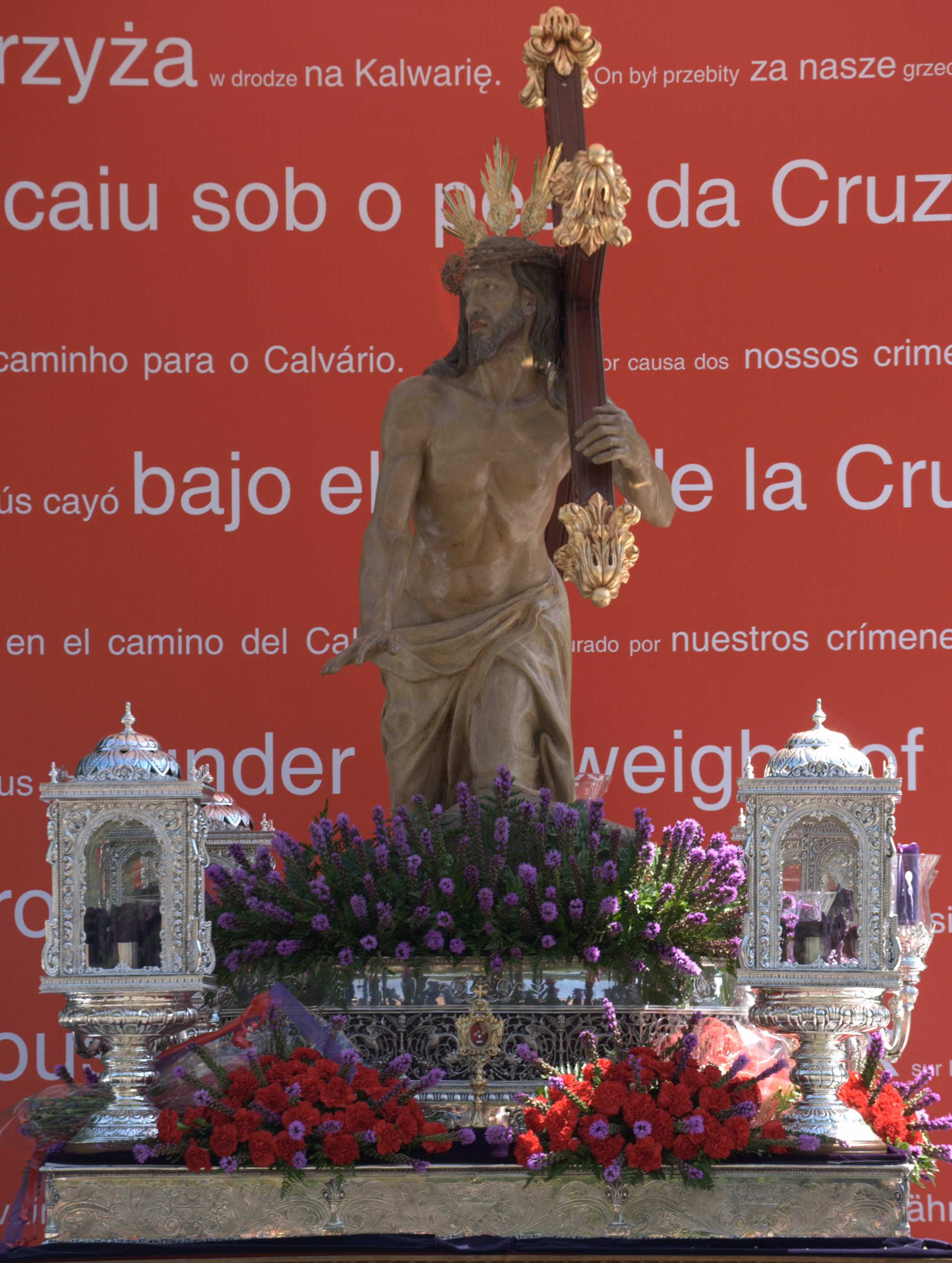
Nuestro Padre Jesús de la Caída

### Muy Ilustre Cofradía de Nuestro Padre Jesús de la Caída y María Santísima de la Amargura
«La Caída», nombrada «Muy Ilustre» el 3 de diciembre de 2011 por Ramón de Hoyo López —obispo de Jaén— como reconocimiento a su participación en el Solemne Vía Crucis de la Jornada Mundial de la Juventud celebrado en Madrid el 19 de agosto de 2011.
Fue fundada en 1904, procesiona desde la basílica de Santa María de los Reales Alcázares, saliendo a las 10:30, con dos pasos de misterio, el primero muestra a Jesús caído bajo el peso de la Cruz, es obra de Mariano Benlliure (1942). Esta imagen participó en el Solemne Vía Crucis de la JMJ 2011, presidida por el papa Benedicto XVI. El trono es de plata y nogal obra de Juan Dueñas (1953). El segundo es la Dolorosa, María Santísima de la Amargura, obra de Juan Luis Vasallo (1953), trono (1942) y palio (1956) de Plata Meneses. Los hermanos visten túnica de paño blanco, capirucho y capa en raso morado, y cíngulo del mismo color. Actualmente el cristo es llevado por portadores.

### Cofradía del Santísimo Cristo de la Expiración y María Santísima de los Dolores
«La Expiración» fue fundada el 25 de abril de 1604. Sale de la iglesia de la Santísima Trinidad, consta de dos pasos, el de Cristo Crucificado es obra de Juan Luis Vasallo (1942) y el trono de Francisco Palma Burgos (1952). María Santísima de los Dolores y el trono son obra de Mazuelos y Doblas (1961). María Santísima de los Dolores es llevada a costal por hermanos de la Cofradía. Procesiona sobre las 12:30 desde la Santísima Trinidad hasta Santa María de los Reales Alcázares, donde espera hasta el inicio de la Magna Procesión General. Los hermanos visten túnica el paño blanco, capa en raso blanco y capirucho en raso negro, con cíngulo negro. Actualmente le acompaña musicalmente la Sinfónica de Úbeda (Jaén). Anteriormente era acompañada por la banda de cornetas y tambores de la Academia de la Guardia Civil.

### Cofradía de Nuestra Señora de las Angustias y Descendimiento de Cristo
«Las Angustias» fue fundada en 1905 y pertenece a la iglesia parroquial de San Isidoro, desde donde sale a la una y cuarto de la tarde. Consta de dos pasos, el Misterio del Descendimiento de Cristo, con Cristo, San Juan, María Magdalena y José de Arimatea, obra de Marcelo Góngora Ramos (2005) y el trono de Francisco Palma Burgos (1951) —que era el que antiguamente portaba Nuestra Señora de las Angustias—.El segundo paso de Misterio muestra a la Virgen María con Cristo muerto en su regazo, de Nicolás Prados López (1943) y trono de Orfebrería Lucentina (1999). El hábito penitencial consta de túnica en paño blanco, capirucho y capa en raso blanco, esta última con una gran cruz negra a la espalda y cinto de paño negro.

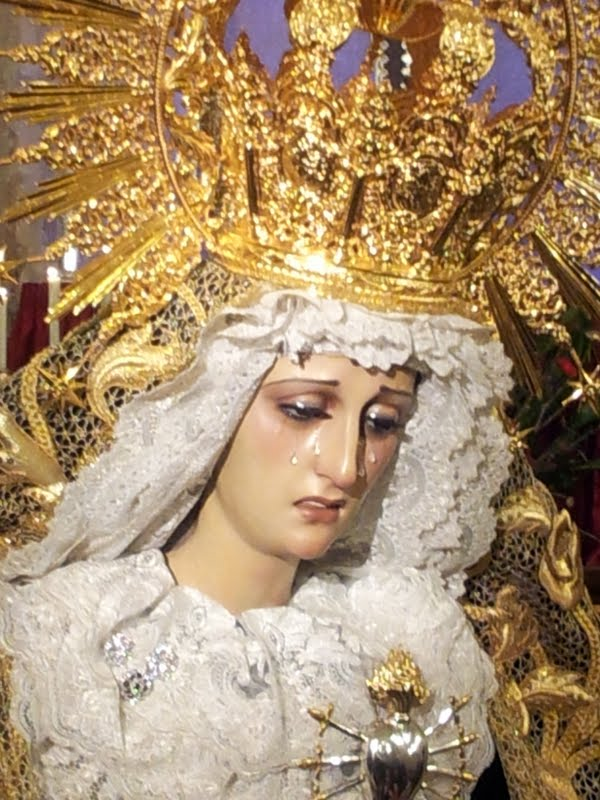
Virgen de la Soledad

### Cofradía de Nuestra Señora de la Soledad y María Magdalena
«La Soledad» es venerada, según tradiciones y leyendas, desde el siglo xii. Es en 1554 cuando se presentan los estatutos de fundación de la cofradía para ser autorizados por el obispo. Así lo constata el archivo histórico municipal, donde aparece un documento escrito en castellano antiguo de fecha 29 de abril de 1554 y en el que aparece como la Cofradía de las Angustias y Soledad de Nuestra Señora y Cinco Plagas de Nuestro Señor Redentor Jesucristo —como así empezó a llamarse la cofradía—. Nacida como sociedad benéfica de albañiles, es la más antigua de toda la Semana Santa ubetense y una de las más antiguas de Andalucía.
En esta época la imagen era venerada en el desaparecido Convento de la Merced. Hoy en día su templo es San Millán —situado en el histórico y pintoresco arrabal medieval homónimo— el precursor de la veneración a esta virgen. Es aproximadamente a las 19:15 del Viernes Santo cuando sale de su templo para realizar su estación de penitencia por las calles de la ciudad. Su procesión es una de las más pintorescas y populares de la Semana Santa de Úbeda, ya que su único paso —llevado a hombros— sube con velocidad la empinada Cuesta de la Merced —durante 30-40 segundos aproximadamente—, es girado con pasión por los costaleros en la Cruz de Hierro y su solemnidad —ya que no va acompañada de banda— que se ve constantemente interrumpida por la devoción de los lugareños que le cantan preciosas saetas. Aproximadamente a las 21:15 la cofradía llega a la Plaza Vázquez de Molina desde donde proseguirá su camino junto con el resto de hermandades en la procesión general. Será de madrugada cuando «la Soledad» regrese a su templo del barrio de San Millán al grito de los habitantes del barrio —sanmillaneros— de «¡ya es nuestra!». La antiquísima talla de la virgen fue destruida en la guerra civil española. Amadeo Ruiz Olmos es el autor de las imágenes actuales y el trono es obra de la Orfebrería Lucentina.

### Magna Procesión General
«El Borriquillo», «la Santa Cena», «la Oración en el Huerto», «la Columna», «la Humildad», «Jesús Nazareno», «la Caída», «la Expiración», «las Angustias» y «la Soledad» procesionan en este orden, el cual corresponde con el orden cronológico, acompañando al «Santo Entierro» por las calles de Úbeda. Esta procesión general se convierte en uno de los hechos más característicos de la Semana Santa ubetense. El punto de salida es la Plaza Vázquez de Molina donde minutos antes al comienzo de la procesión ya se agolpan penitentes de distintas cofradías y los distintos tronos ofreciendo una mezcla de colores, sentimientos, tradición, devoción y arte. Los tronos de «la Oración en el Huerto», «la Columna», «Jesús Nazareno», «la Caída», «la Expiración», «las Angustias» están esperando la procesión, bien en el templo de la basílica menor de Santa María de los Reales Alcázares, o bien en el Ayuntamiento; desde que llegaran a los mismos al final de su estación de penitencia a lo largo del Jueves Santo o Viernes Santo. Otros tronos, concretamente los del «Borriquillo», «la Santa Cena» y «la Humildad» han de trasladarse a la plaza junto con su guion y banda para poder comenzar la procesión. «La Soledad» se incorpora a ella en último lugar, tras «el Santo Entierro» cuando llega a la plaza continuando así su procesión comenzada a las 19:15 desde el templo de San Millán. «El Santo Entierro» sería la encargada de cerrar la general pero para seguir el orden cronológico de la Pasión, le sigue «la Soledad», completando su recorrido oficial hasta llegar de nuevo a Santa María. Las bandas inundan de emocionantes toques las calles de Úbeda acompañando a sus respectivas cofradías que procesionan por las calles Pasaje de Jesús, Plaza del Ayuntamiento, Juan Montilla, Real, Plaza Doctor Quesada, Plaza de Andalucía, Rastro, Ancha, Sacramento, Sagasta, Obispo Cobos, Mesones y, de nuevo, Plaza de Andalucía. Es en este punto cuando cada cofradía se dirige a su templo. «La Columna» y «las Angustias» son las únicas que no llegan a la plaza de Andalucía ya que entrarán en la cercana iglesia de San Isidoro. «El Borriquillo» y «la Expiración» harán su entrada en la iglesia de la Trinidad. «La Santa Cena» seguirá su rumbo a la iglesia de San Nicolás y «el Huerto» y «la Humildad» hará lo propio hasta su templo —iglesia de San Pablo—. «Jesús Nazareno», «la Caída» y «el Santo Entierro» se encaminarán a Santa María y «la Soledad» a San Millán.

### Cofradía del Santo Entierro de Cristo y Santo Sepulcro
«El Santo Entierro» fue fundada en 1648. Sale de la basílica de Santa María de los Reales Alcázares a las 22:00, siendo precedida de la Procesión General, y seguida de la Virgen de la Soledad. Consta de dos pasos, el primer paso de misterio representa el Santo Entierro de Cristo, con imágenes de talla completa de Francisco Palma Burgos (1947), con Cristo, María de Nazaret, San Juan, la Magdalena, José de Arimatea y Nicodemo; el trono también es de Francisco Palma Burgos (1947). El segundo paso representa a Cristo yacente, de Francisco Palma Burgos (1963) y trono de Ramón Cuadra Moreno (1965) con cuatro enormes antorchas en los extremos. Los penitentes visten túnica en paño negro, con encaje blanco, capa en raso negro con becas blancas, capirucho en terciopelo negro, gola de encaje blanco y cíngulo blanco.

### Noche de despedidas
Al finalizar la procesión general, alrededor de las 00.00 horas, las distintas cofradías se dirigen a sus respectivos templos. Cabe destacar la despedida de «Las Angustias» en la calle aledaña a su templo de la Virgen de la Soledad y el Santo Entierro, que continúan en el recorrido de la procesión Magna. Ambas siguen el cortejo hasta el bajo de la calle Corredera, donde se despiden definitivamente, continuando cada uno a su templo hacia las 1.00. Momento emotivo y esperado que culmina un Viernes Santo muy intenso en la ciudad. Anteriormente, la Expiración, previo a su entrada al templo, recibía a la Soledad, pero en los últimos años esta práctica se ha suprimido. No obstante, está previsto que para la Semana Santa del 2020 se retome la tradición, tal y como viene indicado en el programa previo sobre itinerarios.

## Domingo de Resurrección

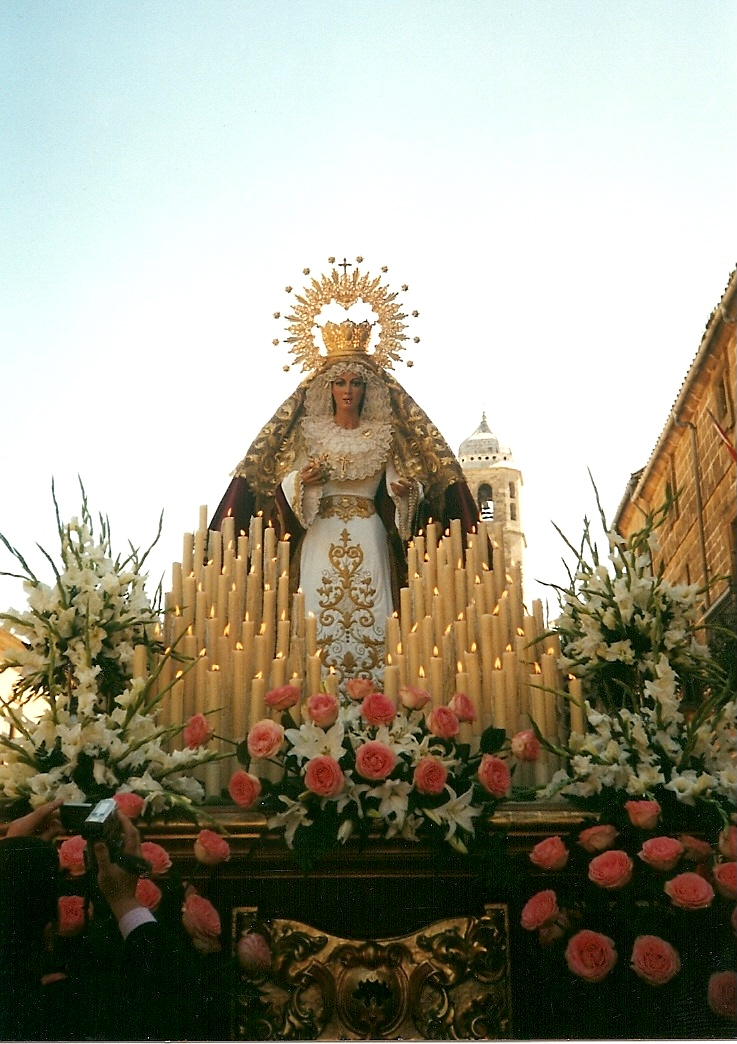
Virgen de la Paz

### Real Cofradía de Jesús Resucitado y Nuestra Señora de la Paz
«El Resucitado», cofradía fundada el 20 de mayo de 1906. Su hábito penitencial consta de túnica en paño blanco, capa en raso blanco con becas rojas, capirucho y fajín en raso rojo, los hermanos portan banderín con la inscripción «Resucitó según dijo» (en latín: Rexurresit sicut dixit). El primer paso representa a Jesús Resucitado sobre el sepulcro, junto a un ángel a sus pies. Las Imágenes son obra de Francisco Palma Burgos (1948), al igual que el trono (1960) y restaurado por Javier Bernard (1999-2000). El segundo paso, es Nuestra Señora de la Paz, obra del Imaginero ubetense Bartolomé Alvarado (1970), el trono es obra de Ramón Cuadra Moreno y Pedro Arias (1980-1991). Inicia su estación penitencial de la iglesia parroquial de San Nicolás de Bari a las 11:00 horas, haciendo su regreso a las 14:30 horas aproximadamente. Acompañan en el guion, un representante con la túnica penitencial de cada una de las cofradías que procesionan durante la Semana de Pasión por las calles de Úbeda.

## Tradiciones
La Semana Santa ubetense está llena de tradiciones locales que disfrutan también los turistas que visitan todos los años por estas fechas a la ciudad:
Desde el punto de vista más religioso, a lo largo de la Semana Santa se celebran misas en honor a las imágenes titulares de las cofradías. También son reseñables los traslados de las imágenes en viacrucis a sus respectivos templos, como los traslados de los titulares de la Virgen de Gracia, Jesús Nazareno y la Caída el Viernes de Dolores o el Cristo de la Oración en el Huerto y la Virgen de la Esperanza la noche del jueves antes de Semana Santa hasta el templo de Santa María de los Reales Alcázares, llenos de sentimiento, devoción y recogimiento con más afluencia de público cada año. También son tradicionales los besapiés a las imágenes durante los días previos al comienzo de la Semana Santa.
Desde el punto de vista gastronómico, la Semana Santa ubetense es la época álgida para los famosos hornazos, roscos de Jesús, torrijas y puritos americanos, típicos dulces ubetenses propios de estas fechas.
También es tradicional la decoración de balcones con banderolas y palmas, para engalanar las calles de los recorridos oficiales.